# As (isten)
As (3š) az ókori egyiptomi vallás egyik istene. Már a korai dinasztikus időkben említik, bár neve egyiptomi szóból nem vezethető le, emiatt idegen eredetűnek is feltételezték. A nyugati sivatag istene volt, beleértve annak oázisait és a sivatagon túl fekvő Líbiát. Már a korai időkben összefüggésbe hozták egy másik sivatagi istennel, Széthtel; a felső-egyiptomi Ombosz (egyiptomi nyelven Nebut) városa mindkettejük kultuszközpontja volt, és As egyik jelzője „a nebuti” volt.
Külön kultusza nem volt, de mások templomaiban ábrázolták, például Szahuré abuszíri piramistemplomában.

## Ikonográfiája
Többnyire emberalakban ábrázolták, de előfordult sólyomfejjel is, illetve Széthtel való kapcsolata miatt őhozzá hasonló ábrázolásban is. Egy koporsón lehetséges, hogy őt ábrázolják oroszlán-, keselyű- és kígyófejjel, de ez kétséges, és ebben az időszakban ábrázolása már ritka.